# Hochstellerhof
Der Weiler Hochstellerhof (im örtlichen Dialekt Hogschl) gehört zur Ortsgemeinde Trulben im rheinland-pfälzischen Landkreis Südwestpfalz.

## Geographische Lage
Der Ort liegt in der hügeligen Region Hackmesserseite auf einer 430 Meter hohen Kuppe an der Kreisstraße 6, die innerörtlich Pirmasenser Straße heißt. 4 Kilometer sind es nach Westen zum Kernort und 7 Kilometer nach Norden zur Stadt Pirmasens. Die Grenze zu Frankreich verläuft 5 Kilometer (Luftlinie) südwestlich, zum nächstgelegenen Grenzübergang (Walschbronn) sind es 7 Kilometer.
Die Umgebung des Hochstellerhofs wird im Süden durch die Trualb(e) und im Norden durch die Felsalb(e) entwässert, die beide als rechte Zuflüsse in den Hornbach münden.

## Geschichte
Der Hochstellerhof entstand 1745, Keimzelle war ein Hofgut.

## Politik
Zusammen mit dem benachbarten Felsenbrunnerhof bildet der Hochstellerhof den einzigen Ortsbezirk der Gemeinde Trulben.
Der Ortsbeirat besteht aus fünf Mitgliedern, die bei der Kommunalwahl am 9. Juni 2024 in einer Mehrheitswahl gewählt wurden, und der ehrenamtlichen Ortsvorsteherin als Vorsitzender.
Karin Feick-Müller (FWG) wurde am 30. Juli 2024 Ortsvorsteherin des Hochstellerhofs. Bei der Direktwahl am 9. Juni 2024 war sie als einzige Bewerberin mit einem Stimmenanteil von 85,48 % für fünf Jahre zur gewählt worden. Ihr Stellvertreter ist Werner Feiner.
Feick-Müllers Vorgänger Nico Faul hatte das Amt am 3. Juli 2019 von Birgit Hunsicker übernommen und war bei der Wahl 2024 nicht erneut als Ortsvorsteherkandidat angetreten.

## Wirtschaft und Infrastruktur
Im August 2004 hatte der landwirtschaftlich geprägte Weiler ungefähr 450 Einwohner. Mit dem SV Hochstellerhof existiert ein örtlicher Sportverein, der sich vor allem dem Fußball widmet.